# Egyfázisú váltakozó áramú teljesítmény mérése
Egyfázisú váltakozó áramú teljesítmény mérése ugyanúgy történik, mint az elektromos  teljesítmény mérése egyenáramú körben.

## Kivitelezése

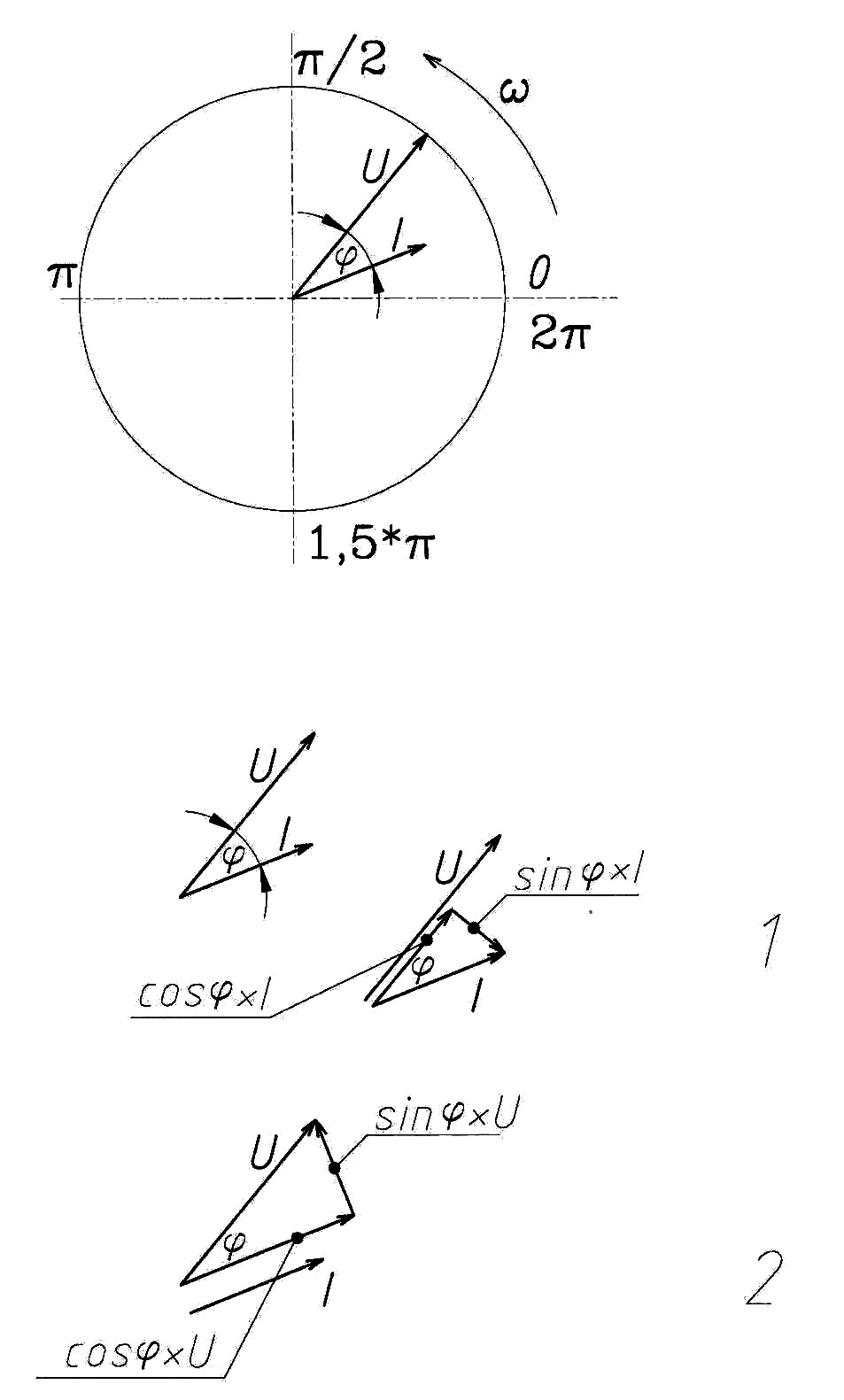
A teljesítménytényező hatása

Ez az úgynevezett „a” kötés. A különbség abból adódik, hogy az egyenáramú körben az áram és a feszültség fázisa egymással biztosan nem zár be (nullától eltérő) szöget, addig váltakozó áramról ez nem mondható el. Az áram késhet, vagy siethet a feszültséghez képest. Egymással φ szöget zárnak be. A műszerek hitelesítésénél a cos φ értékét általában egynek tekintik. (készülnek műszerek cos φ=0,1, cos φ=0,2, és cos φ=0,5 értékkel is. Ezeknél a műszereknél a műszer ugyanolyan névleges áram, és ugyanolyan névleges feszültség hatására a végkitérést már ilyen kis cos φ értéknél is eléri. Ezeknek a műszereknek az osztálypontossága és a fogyasztása nagyobb). Mérés közben ez a feltétel nem biztos, hogy teljesül. Azonban az elektrodinamikus műszerek, és a ferrodinamikus műszerek is fázishelyesen mérik a teljesítményt. Értelemszerűen a műszerre megadott névleges áram és névleges feszültség mellett (függetlenül az eltolás induktív, vagy kapacitív voltától) a mutatott érték cos φ szeres lesz. P=U*I*cos φ.

## A méréshatár kiterjesztése

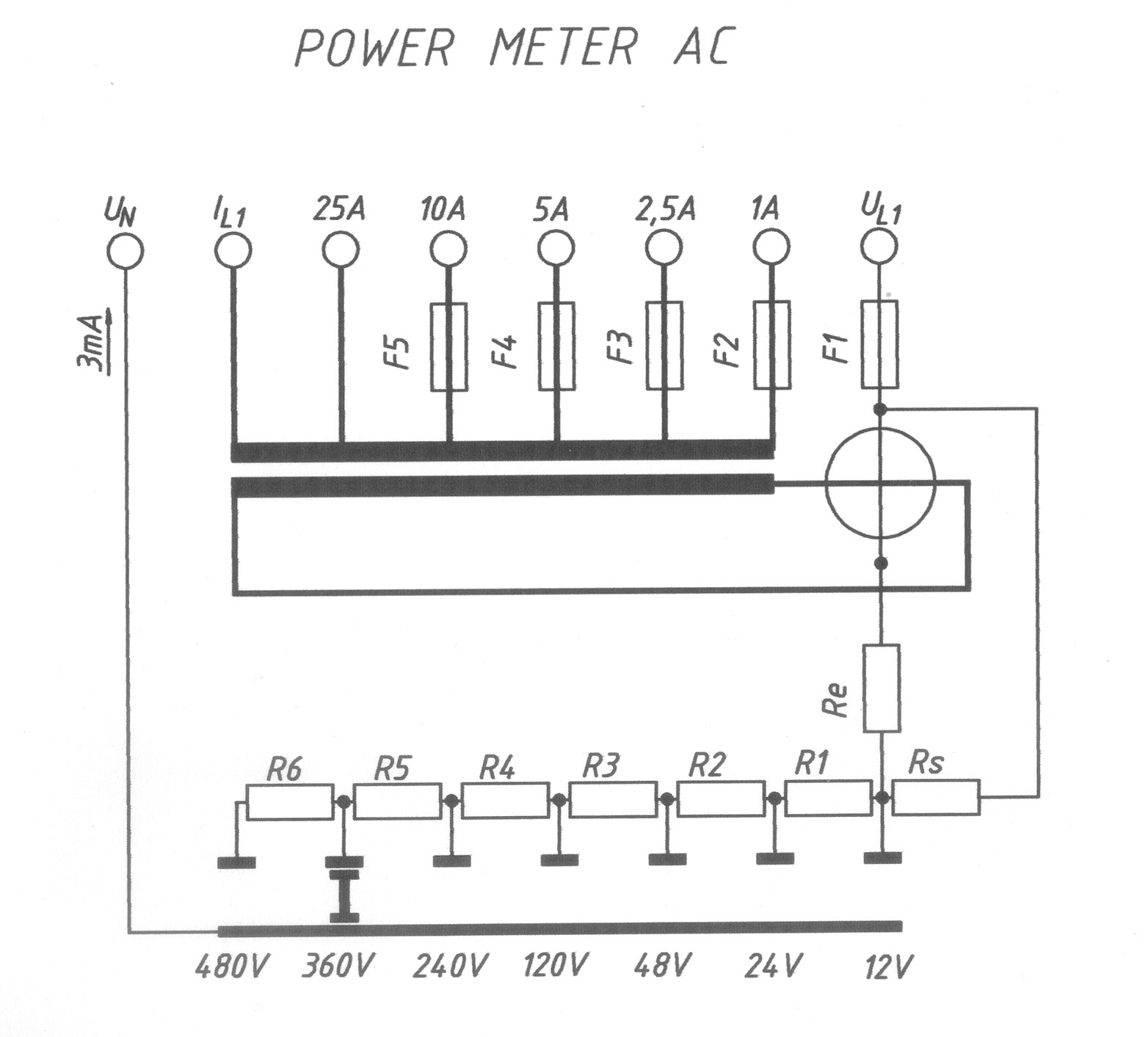
A méréshatár kiterjesztése áramváltóval

Elsősorban hordozható kivitelű műszereknél szükséges lehet a több méréshatár megválasztása. A feszültség oldalon az Re előtét-ellenállással beállítva a végkitérést a legkisebb feszültség méréshatáron, az Rs söntellenállás segítségével pedig beállítható, hogy a körben éppen az előtét-osztó méretezésének megfelelő nagyságú áram legyen. Jelen esetben 3 mA. Az áram oldalon általában 1-3 gerjesztőcséve van. Az áramváltó használatával ez elkerülhető. Kiválasztva egy szabványos 1 A, vagy 5 A-es értéket, ennek megfelelően készül a műszer mérőműve. Figyelembe véve a műszer állórészének fogyasztását, ehhez már lehet méretezni egy áramváltót. Az áramváltó gerjesztését 100 A menet értékre választva a méréshatárok egyszerűen számolhatóak. Az 5 A-es szekunder tekercshez 100 A menet/5 A=20 menet tartozik. A primer oldal számolását a legnagyobb méréshatárral kezdve:
| Méréshatár A | Számolás | Összes menetszám | Tényleges menetszám |
| ------------ | -------- | ---------------- | ------------------- |
| 25           | 100/25   | 4                | 4                   |
| 10           | 100/10   | 10               | 6                   |
| 5            | 100/5    | 20               | 10                  |
| 2,5          | 100/2,5  | 40               | 20                  |
| 1            | 100/1    | 100              | 60                  |
| Összesen     | -        | -                | 100                 |